# Crotonia ecphyla
Crotonia ecphyla är en kvalsterart som beskrevs av Matthew J. Colloff 1990. Crotonia ecphyla ingår i släktet Crotonia och familjen Crotoniidae. Inga underarter finns listade i Catalogue of Life.